# Hohenegglkofen
Hohenegglkofen ist ein Gemeindeteil der Gemeinde Kumhausen im niederbayerischen Landkreis Landshut. Bis zum 31. Dezember 1971 bildete es eine selbstständige Gemeinde.

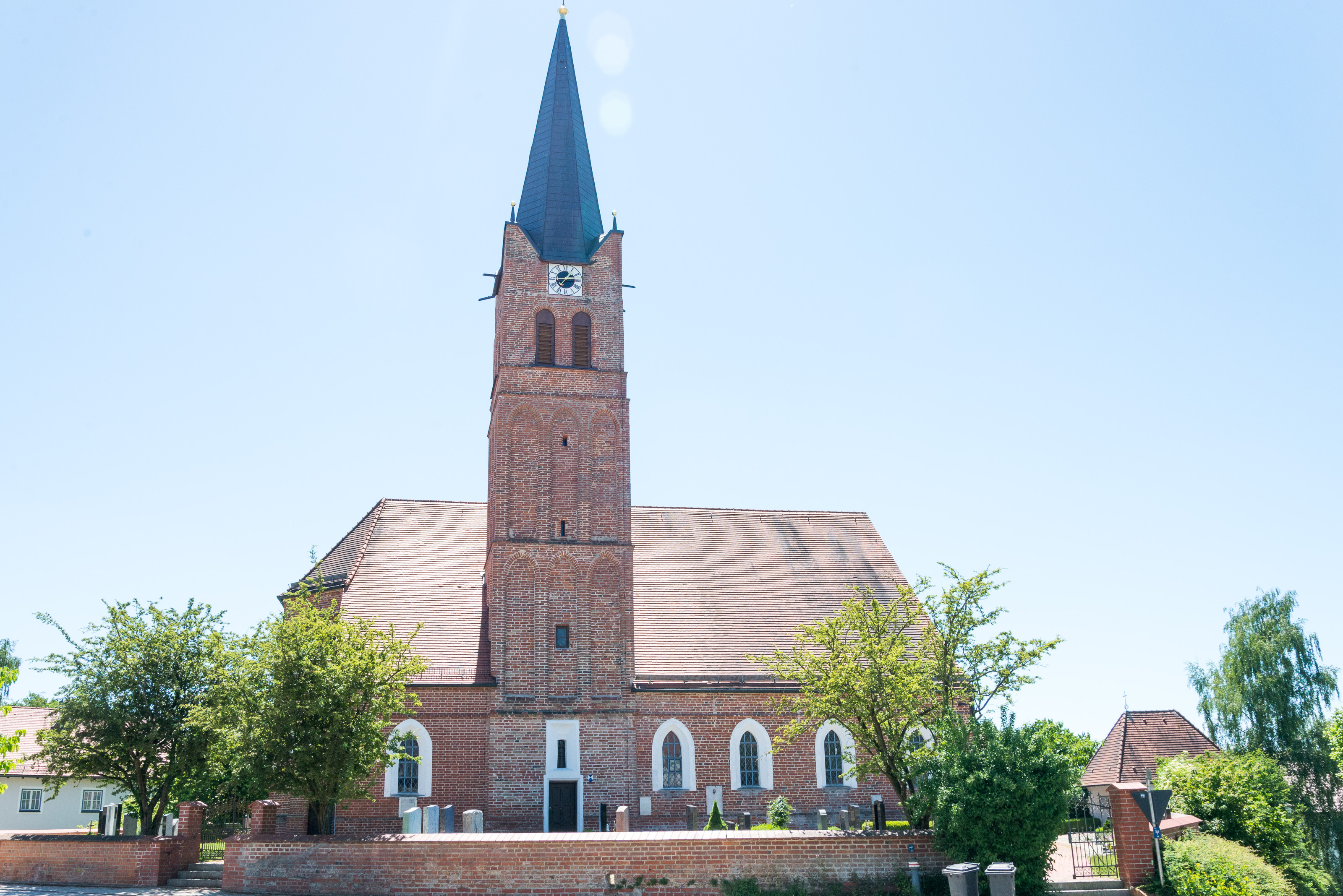
Die Pfarrkirche St. Johann Baptist

## Lage
Das Kirchdorf Hohenegglkofen liegt etwa fünf Kilometer östlich von Kumhausen im Isar-Inn-Hügelland.

## Geschichte
Bereits um etwa 990 bis 1000 wird in den Traditionen des Hochstifts Freising die Pfarrei Ekkilinchouun (Hohenegglkofen) beschrieben. Hohenegglkofen bildete später eine Obmannschaft im Amt Adlkofen des Landgerichtes Teisbach. 1752 bestand es aus acht Anwesen.
Die Gemeinde Hohenegglkofen gehörte zum Landgericht, Bezirksamt und schließlich zum Landkreis Landshut. Ortsteile waren Allkofen, Allmannsdorf, Bartreit, Eck, Hagrain, Hillersbach, Hohenegglkofen, Kammer, Oberfimbach, Oberhöfen, Oberschönbach, Ried, Salmannsberg, Stradel, Unterhöfen, Vogen und Weihbüchl. Am 1. Januar 1972 wurde im Zuge der Gebietsreform in Bayern die Gemeinde Hohenegglkofen aufgelöst und kam größtenteils mit dem Ort Hohenegglkofen zur Gemeinde Kumhausen, der andere Teil wurde in die kreisfreie Stadt Landshut eingegliedert.

## Sehenswürdigkeiten
- Pfarrkirche St. Johann Baptist. Der spätgotische Backsteinbau stammt aus dem 15. Jahrhundert. Der vierjochige Wandpfeilersaal wurde in der ersten Hälfte des 18. Jahrhunderts um ein Seitenschiff nördlich erweitert. Der barocke Hochaltar entstand um 1680, die weitere Ausstattung ist rokoko von 1760 bis 1770.

## Vereine
- Bayerischer Bauernverband Hohenegglkofen
- Eishockeyclub Hohenegglkofen. Er ging 1991 aus den 1987 gegründeten „Old Streamlet Ice Spunks“ hervor.
- Freiwillige Feuerwehr Hohenegglkofen
- Jagdgenossenschaft Hohenegglkofen
- Katholische Frauengemeinschaft Hohenegglkofen
- KLJB Hohenegglkofen
- Krieger- und Soldatenkameradschaft Hohenegglkofen
- Lindenschützen Hohenegglkofen
- Gartenbau- u. Ortsverschönerungsverein Hohenegglkofen